# Knud Viktor
Knud Viktor (25. november 1924 i København – 10. juni 2013 sammesteds) var en dansk maler, lyd- og videokunstner og lydbilledskaber.

## Liv
Viktor flyttede til Sydfrankrig for at arbejde med litografi og male i det lys, der havde fængslet Van Gogh. Han blev grebet af lydene i den provencalske natur, og fra 1962 begyndte han sit arbejde som lydmaler. Luberon-bjergmassivet udgjorde den vibrerende substans i hans værk, idet han brugte naturlydene som sine farver. Uden nogen som helst kontakt med den konkrete musiks udvikling begyndte han at skabe sine lydkoncerter med udspring i naturen. Han betragtes som en pioner inden for « field recording », en forløber for lydøkologien.  
Viktor boede og arbejdede hen ved 50 år i en gammel hyrdegård i Luberon-massivet tæt på Regalon-kløften i kommunen Cheval-Blanc i  Vaucluse-departementet. Den utæmmede natur, der omgav ham, gjorde han til sit fonografiske og fotografiske atelier under åben himmel, da han fik lejlighed til at benytte de første bærbare båndoptagere. Fra den første minikassette (Philips, 1963) til den tosporede Nagra (1971) vedblev han at tillempe og opfinde sit eget lydværktøj til at optage og filme det usynlige eller oversete liv i naturen (insekter, kaninens drømmerier i bunden af sin hule, gedehamsene på loftet); det uendeligt små (den stadigt pågående erosion, orme i en frugt, aspargesernes vækst); det flygtige (årstidernes vekslen, cikadens hamskifte) og det umålelige (Duranceflodens strømme, bjergenes ekko). Vi taler her om poetiske studier i insekternes liv og fantasiens geologi, som han udførte med uhørt teknisk snilde og vedholdenhed. Med sin måde at bruge lydapparaturet på praktiserede Knud Viktor en lydkunst, der pr. definition er tværfaglig.
I 1963 påbegyndte Knud Viktor en serie kaldet « Lydbilleder », som i tid lå forud for Luc Ferraris Lydlandskaber. Viktors eksperimenter gør ham til en forløber for vor tids fonografi eller lydskrift. Han betragtede sig selv som lydmaler, på samme måde som Yann Paranthoën omtalte sig som lydskulptør. Hans arbejde blev til at begynde med offentliggjort af 'L’Oiseau Musicien' (den musikalske fugl) i form af to 33’ grammofonplader fra 1972. Den kendte ornitolog og specialist i optagelser af fuglestemmer Jean-Claude Roché knyttede en kort tekst til pladerne. Der findes desuden en piratudgave af en CD, der cirkulerer blandt kendere. Knud Viktor blev efterhånden et kendt navn og deltog i 1970'erne og 1980'erne i festivaler (video og samtidsmusik) og medvirkede i radioprogrammer – i særdeleshed på France Musique og France Culture, takket være den interesse, som Louis Dandrel og Laure Adler viste ham.     
« Luberonsymfonien » fra 1970'erne betragtes af mange som hans mesterværk. Ordet symfoni indebærer ikke nogen musikalsk struktur, for Knud Viktor komponerede ikke musik, men skabte lydgenstande; forskellen ligger mere på det erkendelsesmæssige plan end på det æstetiske, hvilket visse specialister har lagt vægt på at vise.  
I 1989 bestilte byen Melle i departementet Deux-Sèvres to opstillinger, de eneste man stadig kan opleve : « Eclats d’argent » (Sølvsplinter) og « Allo la Terre » (Hallo Jord). Den første præsenteres i en nedlagt sølvmine, en af Europas kendteste geologiske seværdigheder – De frankiske kongers sølvminer. Det drejer sig om en lydvandring på 320 meter i minegangene, hvor man kan høre, hvordan man sprængte klippestenen og hører vandet risle. Datidens borgmester i Melle, Jean Bellot, og Knud Viktor modtog sammen Turistfornyelsens Grand Prix. 
Den anden opstilling består af tre telefonbokse drevet af solenergi, hvor man ved at løfte røret hører forskellige livsrytmer: En kanin, der drømmer, snorker og sukker, eddikefluers kærlighedssang eller to snegle, der gumler på salat.     
Dette var de to eneste bestillinger, Knud Viktor modtog fra officielt hold. Alligevel har hans værk haft en væsentlig udstråling, og det anerkendes nu af lydkunstnere som et f   
pionerarbejde. Til at begynde med virkede Knud Viktors lydbilleder alt for radikale, da de afviste enhver tanke om at være musik. Hans værk var snarere en slags genkomposition, hvilket nu er blevet  indlysende for de kunstnere, der interesserer sig for lyd i almindelighed. Nye navne som eksempelvis Johannes Sistermans, Andreas Bick og Gilles Aubry er udtryk for, at lydkunsten er blevet en ny strømning i nutidskunsten.   
I 2009 organiserede Réattu Museet i Arles en Knud Viktor-udstilling, hvor hans 'Luberonsymfoni' kunne opleves sammen med 10 forskellige jordlyde. Udstillingens katalog rummer lyduddrag, herunder et uddrag af 'Image 10', som afsluttede en serie påbegyndt i 1963.
I 2012 blev udstillingen « Horizonic », oprindeligt skabt i Island og tilegnet nordiske lydkunstnere, vist på Kunstakademiet i Caen, hvorfra den senere blev vist rundt om i Frankrig.
Gassendi Museet i Digne-les-Bains, departementet Alpes-de-Haute-Provence, har ligeledes 
tre af Knud Viktors telefonbokse. 
Den 10. juni 2013 bliver Knud Viktor kørt ned af en bil på gaden i København, hvor han havde valgt at leve fra 2010..
Denne artikel er en oversættelse af den oprindelige artikel på fr.wikipedia.

## Værker

### Opstillinger
- « Eclats d’argent » i en nedlagt sølvmine i departementet Haute-Garonne. Der er tale om en lydmontage, som genskaber stemningen i minen (modtog prisen ”Innovation 89”).
- ”Allo la Terre”, tre telefonbokse drevet af solenergi, i byen Melle i departementet Haute-Garonne.
- Tre telefonbokse, Musée Gassendi i Digne-les-Bains (Alpes-de-Haute-Provence).
- ”La Chambre d’images”, billeder af insekter projiceres op på fire kæmpelærreder: 1. Centre Culturel de Cavaillon (i anledning af Avignonfestivalen 1978) og 2. Musée Gassendi, Digne-les-Bains , 2010.
- Opstilling af Knud Viktor i 2009 i Chambre d’écoute, installeret i 2007 af Marc Jaquin på Musée Réattu i Arles.
- Lydunivers på udstillingen Le jardin planétaire (med Gilles Clément og Raymond Sarti), Grande Halle de la Villette, Paris 1999-2000.

### Plader
- 1972 – "Images", "L’Oiseau Musicien", 33’. 1. – Image 2, 2 – Jeu 1. (KV01).
- 1972 – "Ambiances", "L’Oiseau Musicien", 33’ (KV02).
- 2009 – "Chambre d’écho" af Michèle Moutashar, (museumsdirektør), udstillingskatalog med CD, uddrag af Image 10 (33 minutter), der rummer en samtale mellem Knud Viktor og Marc Jaquin, Musée Réattu, Arles.

### Kortfilm og videoer
- 1969 – "Aquarelle" & "Les Bulles", kortfilm. Modtog Label Français-prisen for kortfilmen i Paris.
- 1988 – Voiles d’Araignées, videoprojektion som chambres d’images, Centre Culturel, i   Cavaillon i Vaucluse-departementet.

## Dokumentation

### Radioprogrammer om og med Knud Viktor
- 1974 – Michel Bichebois, ”Le monde insolite de Knud Viktor”, 26 min.
- 1982 – Jean-Loup Graton, « Photographie/phonographie », 30 min. INA.
- 2013 – Thomas Baumgartner, « Retour à la bergerie, hommage à Knud Viktor », France Culture, « L’Atelier du son », 59 min. Ecouter (Webside ikke længere tilgængelig).
- 2013 – Thierry Genicot, efter en originaltekst af Jacques Dapoz, Knud Viktor, jusqu’à la plus haute note jaune, i '« Par Ouï-Dire », produceret af Pascale Tison, Bruxelles, RTBF 1 Radio, « La Première » (fransksproget radioprogram, Belgien) Ecouter

### Video om Knud Viktor
- 1979 - « Le Chantre du Luberon », France 3, filmet i Cheval-Blanc, (http://www.ina.fr INA)
- 1995 – « Le sculpteur de son ».

## Citater
Inde i et æble kradser en orm, man hører æblesaften og det lyder som om ormen nyder det